# 太陽と花
「太陽と花」（たいようとはな）は、高橋優による楽曲。メジャー11枚目（通算12枚目）のシングルとして、2014年5月28日にワーナーミュージック・ジャパンから発売された。

## リリース
この楽曲はTBS系金曜ドラマ『アリスの棘』の主題歌として書き下ろされた楽曲で、発表当初はフルサイズの先行配信の予定はなかったのだが、YouTube上で同曲のリリック・ビデオを公開後、数日で10万再生を突破したほか、フルサイズの配信リクエストが多く寄せられたことから、シングルリリースに先駆けて先行配信されることが急遽決定し、各配信サイトにて5月2日より配信が開始されていた。
2014年2作目のシングルとして前作「パイオニア/旅人」から約3か月ぶりの発売となった。なお、ライブ・ビデオ『高橋優2013日本武道館 【YOU CAN BREAK THE SILENCE IN BUDOKAN】』と同日発売である。シングルのカップリングとして、新曲の「以心伝心」と、アルバム『僕らの平成ロックンロール』に収録されている「16歳」の弾き語りバージョンが収録されている。シングルCDとしては、初回限定盤と通常盤の2形態で発売され、異なるアートワークとなっている。初回限定盤には「高橋優2014東北ライブハウス大作戦ツアー（宮古～大船渡～石巻）“一人旅” 完全密着5日間」が収録されたDVDが付属している。

## 収録曲
1. 太陽と花 （4:40）
  - 作詞・作曲：高橋優 / 編曲：池窪浩一、高橋優
  - TBS系金曜ドラマ『アリスの棘』主題歌[1]
2. 以心伝心 （3:02）
  - 作詞・作曲：高橋優 / 編曲：池窪浩一、高橋優
3. 16歳（弾き語り） （6:18）
  - 作詞・作曲：高橋優

## 収録アルバム
- 今、そこにある明滅と群生(#1)
- 高橋優 BEST 2009-2015 『笑う約束』(#1)